# إزاك مينا
إزاك بريان مينا أربوليدا (بالإسبانية: Isaac Mina)‏ (مواليد 17 أكتوبر 1980 في إسميرالداس) لاعب كرة قدم إكوادوري دولي يجيد اللعب في خط الدفاع . يلعب حاليا لصالح نادي ديبورتيفو كيتو الإكوادوري منذ 2008 .

## روابط خارجية
- إزاك مينا على موقع قاعدة بيانات كرة القدم.إي يو (الإنجليزية)
- إزاك مينا على موقع ناشيونال فوتبول تيمز (الإنجليزية)